# Streptococcus milleri
Los estreptococos del grupo milleri son una variedad de estreptococo viridans. Tres especies de Streptococcus pertenecen a él:
- Streptococcus anginosus
- Streptococcus constellatus
- Streptococcus intermedius

Streptococcus anginosus suele ocasionar septicemias y endocarditis, mientras que Streptococcus constellatus e intermedius ocasionan abscesos purulentos en muchas partes del cuerpo. Este grupo de bacterias suelen vivir en la boca; junto con el resto de los estreptococos viridans; pero también se pueden encontrar en el tracto digestivo, en las vías superiores y en la mucosa vaginal. Suelen causar muchos problemas en personas que tienen las defensas bajas debido al sida, algunas enfermedades metabólicas como la diabetes, cánceres y operaciones quirúrgicas. También puede ocasionar problemas en niños pequeños y ancianos.